# Mont Price
Le mont Price, anciennement appelé la montagne Rouge, en anglais Mount Price et Red Mountain, est un stratovolcan éteint situé sur la rive Ouest du lac Garibaldi dans le parc provincial Garibaldi en Colombie-Britannique. Il est dans le champ volcanique du lac Garibaldi à 70 km au nord de Vancouver. Le volcan fait partie de la ceinture volcanique Garibaldi, région de l'arc volcanique des Cascades mais géographiquement pas de la chaîne des Cascades.

## Géologie
Le mont Price fait partie de la chaîne volcanique qui s'étend du sud-ouest de la Colombie-Britannique au nord de la Californie. Les volcans sont nés durant les dernières 35 millions d'années lors de la subduction des plaques Juan de Fuca, Gorda et Explorer à l'ouest sous la plaque nord-américaine à l'est, au niveau de la zone de subduction de Cascadia, éjectant le magma issu de la fusion de la plaque océanique et remonté au travers de la croûte terrestre..
Le volcan s'est formé au cours de trois périodes d'activité distinctes. Il y a 1,2 million d'années, les éruptions construisent un stratovolcan d'andésite à base de hornblende au creux d'un cirque naturel. Par la suite, il y a 300 000 ans, l'activité volcanique se déplace vers l'ouest, où des éruptions de lave constituée d'andésite et de dacite, ainsi que des nuées ardentes péléennes forment le cône quasi-symétrique du mont Price. Ce cône, culminant à 2 050 mètres, est recouvert par l'inlandsis avant que de nouvelles éruptions se déroulent au niveau d'un cratère secondaire sur son versant septentrional. Une activité contemporaine a pu avoir lieu au pic Clinker, à l'ouest du mont Price. Deux coulées d'andésite à base de hornblende-biotite, s'étalant sur six kilomètres de long en direction du nord-ouest et du sud-ouest, sont émises à la base du front de l'inlandsis. Ces deux coulées de plus de 250 mètres d'épaisseur forment aujourd'hui the Barrier. Il s'agit d'une formation rocheuse constituant le barrage naturel qui retient le lac Garibaldi, et qui a connu plusieurs glissements de terrain, les plus récents datant de 1855-1856.